# Thusis
Thusis egy község Svájcban Graubünden kantonban. Lakosainak száma 3217 fő (2018. december 31.). Thusis Cazis, Masein, Rongellen, Fürstenau, Lohn (GR), Urmein és Sils im Domleschg községekkel határos.

## Népesség
| 2017 | 3 138 |
| 2018 | 3 217 |